# تشار قاش (كوشك)
تشار قاش (بالفارسية: چهارقاش) هي منطقة سكنية تقع في إيران في قسم كوشك الريفي. يقدر عدد سكانها بـ 270 نسمة .